# Merlito Sabillo
Merlito Sabillo (* 19. Januar 1984 in Toboso, Philippinen) ist ein philippinischer Boxer im Strohgewicht. 

## Profikarriere
Im Jahre 2008 begann er erfolgreich seine Profikarriere. Am 9. März 2013 boxte er gegen Luis de la Rosa um den Interimstitel der WBO und gewann durch K. o. Im April desselben Jahres wurde er kampflos zum WBO-Weltmeister ernannt. Diesen Gürtel verlor er in seiner 3. Titelverteidigung im März des darauffolgenden Jahres an Francisco Rodríguez.